# Дрангово (област Кърджали)
Вижте пояснителната страница за други значения на Дрангово.
Дрангово е село в Южна България.

## География
Село Дрангово се намира в Родопите. В източно родопският масив Гюмюрджински снежник. Селото е съставна единица от 28 махали пръснати по родопските ридове и долове. По-големите са: Балабанска, Джангеловска, Коларска, Зимица, Сараганска, Рупчуска, Пещерска, Бенковска. Надморското равнище измерено в центъра на селото е 400 m.
Селото отстои на 23 km западно от Кирково, на 61 km югоизточно от Кърджали, на 46 km югозападно от Момчилград и на около 302 km югоизточно от столицата София. Село Бенковски се намира на 9 km на север.

## История
В центъра на Дрангово има паметник на Борис Дрангов.

## Население
Преброяване на населението през 2011 г.
Численост и дял на етническите групи според преброяването на населението през 2011 г.:
|                     | Численост | Дял (в %) |
| Общо                | 1104      | 100,00    |
| Българи             | 1025      | 92,84     |
| Турци               | 9         | 0,81      |
| Цигани              | 0         | 0,00      |
| Други               | 0         | 0,00      |
| Не се самоопределят | 0         | 0,00      |
| Неотговорили        | 63        | 5,70      |

## Културни и природни забележителности
В селото се намират два римски моста. В местността „Тулпан“ се намира тракийско скално светилище, близо до граничната бразда с Гърция. Единият от римските мостове е в центъра на Дрангово и свързва двата бряга на река Дранговска. Другият мост е разположен по горното течение на река Пещерска, приток на Дранговската река. Други забележителности са пещерите около махала Пещерска и водопада край махала Остренска, когато реката е пълноводна.

## Редовни събития
Всяка година на 24 май в селото се провежда събор.

## Други
С постановление на Министерския съвет ОУ „Васил Левски“ с. Дрангово е определено като защитено. В селото има и детска градина.